# 碗口銃
碗口銃，或稱盞口銃，中國在元末明初對大型火銃的稱呼，因這種火銃相對於手銃來說銃身較重外形與口徑較大，須架在木架上擊發。明朝時大型投射火器的名稱開始被火砲（或大将军）給取代。

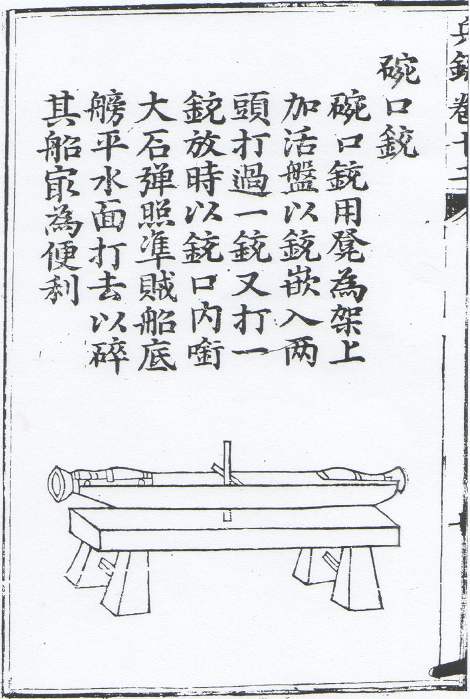
《兵錄》中記載的碗口銃。